# Antonio Juliano
Antonio Juliano (Nápoles, 26 de diciembre de 1942-Nápoles, 13 de diciembre de 2023) fue un futbolista y dirigente deportivo italiano. Participó en tres Copas del mundo: 1966 en Inglaterra, 1970 en México y en 1974 en Alemania. Como directivo del S. S. C. Napoli realizó la contratación de Diego Armando Maradona, procedente del F. C. Barcelona.

## Trayectoria
Juliano comenzó su carrera futbolística en el club de su ciudad, el Napoli, para después pasar a jugar con el primer equipo en la temporada 1962/63. Durante toda su carrera jugó con los azzurri, ganando la Copa Italia 1975-76 y la Copa de los Alpes 1966, salvo la última temporada en el Bologna.
Tras Hamšík y Bruscolotti, es el tercer jugador con más presencias en el Napoli, con un total de 505 partidos jugados y 38 goles. Además se convirtió en capitán del equipo partenopeo con sólo 23 años de edad. En la temporada 1975/76 ganó la Copa Italia.
Su mayor éxito como dirigente deportivo del Napoli lo consiguió con el pase de Maradona en 1984.

## Selección nacional

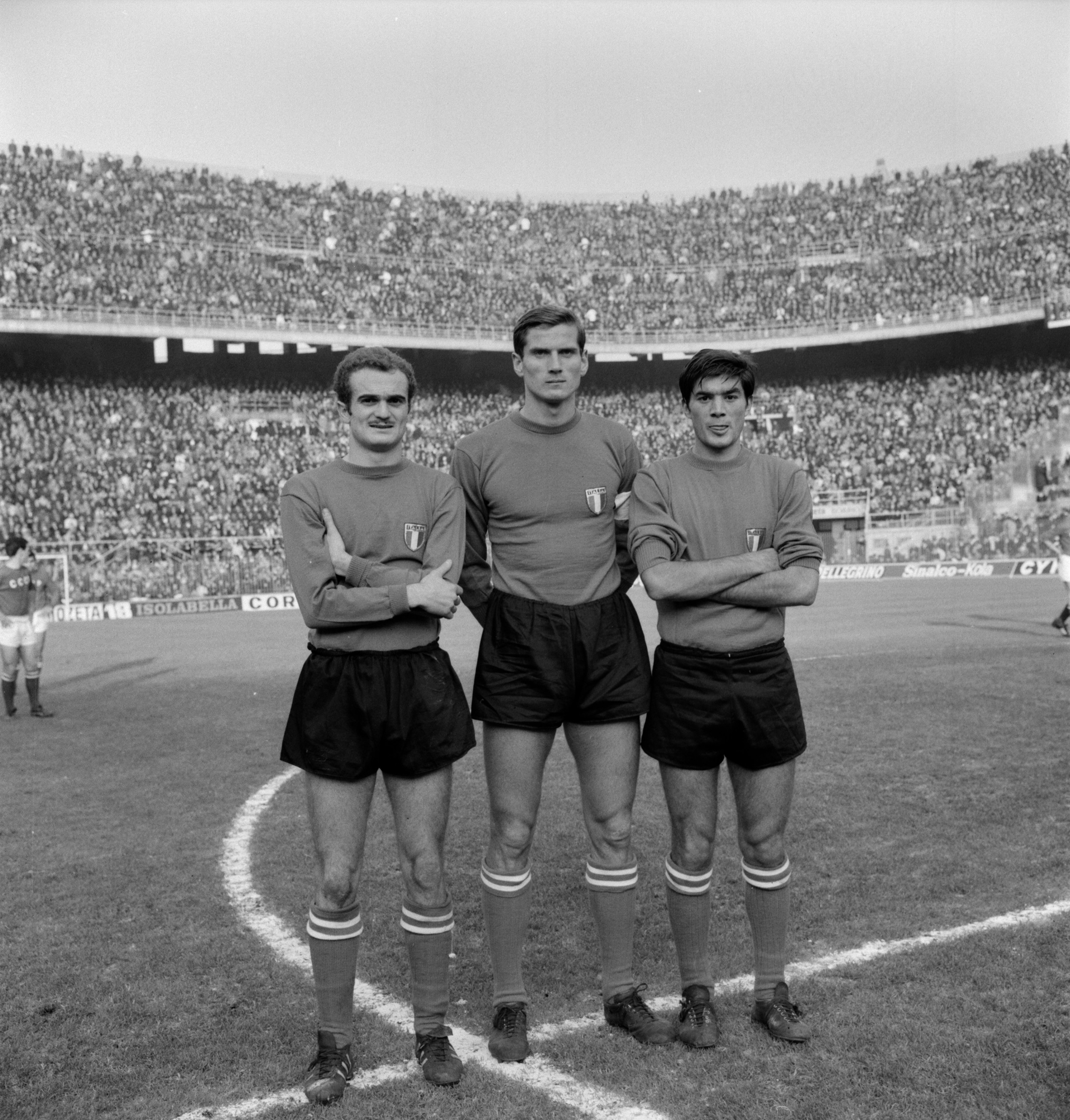
En la selección italiana con Sandro Mazzola y Giacinto Facchetti, 1966.

Debutó con la Selección Italiana el 18 de junio de 1966 (Italia-Austria 1-0). Fue convocado para tres Mundiales: Inglaterra 1966, México 1970 y Alemania 1974; sin embargo jugó sólo los últimos dieciséis minutos en la final del Mundial de 1970 frente a Brasil.

También disputó el primer encuentro de la final de la Eurocopa 1968 contra Yugoslavia.

### Participaciones en Copas del Mundo
| Mundial                        | Sede                | Resultado     |
| ------------------------------ | ------------------- | ------------- |
| Copa Mundial de Fútbol de 1966 | Inglaterra          | Primera ronda |
| Copa Mundial de Fútbol de 1970 | México              | Subcampeón    |
| Copa Mundial de Fútbol de 1974 | Alemania Occidental | Primera Ronda |

### Participaciones en Eurocopas
| Eurocopa      | Sede   | Resultado |
| ------------- | ------ | --------- |
| Eurocopa 1968 | Italia | Campeón   |

## Clubes
| Club            | País   | Año         |
| --------------- | ------ | ----------- |
| S. S. C. Napoli | Italia | 1962 - 1978 |
| Bologna F. C.   | Italia | 1978 - 1979 |

## Palmarés

### Campeonatos nacionales
| Título      | Club            | País   | Año         |
| ----------- | --------------- | ------ | ----------- |
| Copa Italia | S. S. C. Napoli | Italia | 1975 - 1976 |

### Copas internacionales
| Título            | Equipo (*)      | País   | Año  |
| ----------------- | --------------- | ------ | ---- |
| Copa de los Alpes | S. S. C. Napoli | Italia | 1966 |
| Eurocopa          | Italia          | Italia | 1968 |

(*) Incluyendo la selección